# Пилав
Пилав је јело од пиринча, или у неким регионима јело од пшенице, чији рецепт обично укључује кување у супама, додавање зачина и других састојака, попут поврћа или меса.
Ово јело је у Србију дошло са Турцима. Код нас се најчешће спрема са пилетином.